# English Premier Ice Hockey League 2002/03
Die Saison 2002/03 war die 5. Austragung der English Premier Ice Hockey League.

## Modus und Teilnehmer
An der dritthöchsten britischen Liga nahmen ausschließlich englische Mannschaften teil. Es wurden zwei Runden mit Hin- und Rückspiel gespielt. Für einen Sieg – auch nach Verlängerung oder Penaltyschießen – wurden zwei Punkte vergeben, für eine Niederlage nach Verlängerung oder Penaltyschießen gab es einen Punkt.
| Platz | Mannschaft              | Spiele | S  | U | N  | Tore    | Punkte |
| ----- | ----------------------- | ------ | -- | - | -- | ------- | ------ |
| 1     | Peterborough Phantoms   | 42     | 34 | 3 | 5  | 283:136 | 71     |
| 2     | Milton Keynes Lightning | 42     | 30 | 6 | 6  | 269:113 | 66     |
| 3     | Slough Jets             | 42     | 24 | 8 | 10 | 213:140 | 56     |
| 4     | Swindon Wildcats        | 42     | 24 | 6 | 12 | 234:162 | 54     |
| 5     | Chelmsford Chieftains   | 42     | 24 | 6 | 12 | 245:170 | 54     |
| 6     | Wightlink Raiders       | 42     | 24 | 4 | 14 | 232:152 | 52     |
| 7     | Invicta Dynamos         | 42     | 20 | 7 | 15 | 192:168 | 47     |
| 8     | Romford Raiders         | 42     | 19 | 6 | 17 | 218:199 | 44     |
| 9     | Telford Raiders         | 42     | 9  | 1 | 32 | 147:331 | 19     |
| 10    | Nottingham II           | 42     | 6  | 1 | 35 | 93:251  | 13     |
| 11    | Haringey Racers         | 42     | 4  | 0 | 38 | 99:320  | 8      |
| 12    | Britische U-20          | 22     | 0  | 0 | 22 | 23:106  | 0      |

Legende: S–Siege, U–Unentschieden, N–Niederlage

Anm.: Die U20-Nationalmannschaft Englands spielte gegen jede Mannschaft nur ein Spiel, welches für die anderen Mannschaften doppelt gezählt wurde.

## Finalrunde
Die Spiele der Finalrunde wurden in zwei Gruppen à vier Mannschaften durchgeführt. Die jeweils Ersten qualifizierten sich für das Finale.

### Gruppenphase
Die Spiele der Gruppenphase fanden am 15., 16., 22., 23., 29., 30. März und 6. April 2003 statt.

### Finale
Das Finale wurde in Hin- und Rückspielen im April 2003 ausgetragen.